# 형성력
형성력(形成力)은 법률관계의 변동 즉, 발생, 변경, 소멸을 발생시키는 효력으로 확정된 형성 판결의 내용에 따르도록 되어 있다. 법령, 정관의 위반이 어떤 주주총회의 소집방법이나 결의 방법에 있었다면 그 결의는 이를 취소하는 형성 판결에 따라 취소가 가능하다. 어떤 특정된 법률 관계의 변동이 관계당사자 뿐만 아니라 널리 제 3자에게 영향을 주는 경우에 그 권리 변동을 명확, 획일적으로 발생시키기 위해 당사자에게 소송을 제기하고 판결로 이를 행하는 것이다. 따라서 형성 판결의 형성력이 당사자 사이에서만 한하지 않고 제 3자에 대하여도 그 효력이 있다고 법률의 규정이 많으며, 또 명문 규정이 없는 경우에도 인정하고 있다. 그러나 그 근거에 대해서 형성 판결의 존재를 법률 요건으로 하고 있다.

## 같이 보기
- 기판력
- 기속력
- 집행력
- 불가쟁력
- 자박력
- 확정력